# Alžběta Mičinová
Alžběta Mičinová (* 10. března 1950) byla slovenská a československá politička a bezpartijní poslankyně Sněmovny lidu Federálního shromáždění za normalizace.

## Biografie
K roku 1981 se profesně uvádí jako pomocná zootechnička. Ve volbách roku 1981 zasedla do Sněmovny lidu (volební obvod č. 157 - Topoľčany, Západoslovenský kraj). Ve Federálním shromáždění setrvala do konce funkčního období, tedy do voleb roku 1986.